# Stella Ross-Craig
Stella Ross-Craig (19 de març de 1906 – 6 de febrer de 2006) va ser una il·lustradora anglesa coneguda per la seva prolífica obra il·lustradora de flora autòctona.

## Vida i carrera
Ross-Craig va néixer en Aldershot en 1906; els seus pares eren escocesos i el seu pare era químic. Interessada en la botànica des de la seva joventut, va estudiar a la Thanet Art School i va assistir a classes de dibuix al Politècnic de Chelsea. El 1929 va començar a treballar com a il·lustradora i taxonomista botànica als Kew Gardens i va ser una col·laboradora de Curtis's Botanical Magazine i Icones Planarum. El seu treball va cridar l'atenció de Sir Edward Sailsbury, el director de Kew, qui el va portar a un editor.
Estava casada amb el botànic i col·lega Joseph Robert Sealy.

### Dibuixos de plantes britàniques
El primer de la sèrie de dibuixos de plantes britàniques de Ross-Craig es va publicar el 1948. La sèrie es va emetre com una publicació de butxaca barata que inicialment costava només 6 xílings, i una partida de llibres similars per a professionals i aficionats rics. Finalment, la sèrie va créixer fins al 1973 fins a tenir 31 parts, per completar i contenir més de 1300 litografies. La sèrie contenia totes les plantes amb flor britàniques, excepte les gramínies i sedges. Ella sovint va treballar a partir d'exemplars secs preservats i guardats al Royal Botanic Gardens, Kew, i va treballar en blanc i negre.

## Vida posterior
El 1999, Ross-Craig es va convertir en la sisena persona en rebre la medalla del Kew Award. El 2003, es van exhibir 55 dels seus originals al Royal Botanic Garden Edimburg, quan tenia 95 anys. Les obres van ser exposades a la Galeria Kew Gardens el proper any. Ross-Craig va ser membre de la Societat Linneana de 1948 a 1974. Va ser guardonada amb la Medalla Memorial Gold Veitch Memorial de la Reial Societat d'Horticultura el 2002.
L'abreviatura d'autor estàndard Ross-Craig s'utilitza per indicar aquesta persona com a autora al citar un nom botànic.